# Ulf Stenberg
Ulf Stenberg, född 1979 i Boden, är en svensk skådespelare.
Tillsammans med barndomsvännen och dansaren Emil Rosén satte han upp föreställningen Topboy, som hade premiär 2008 på Teater Fryshuset i Stockholm, där de båda sedan fortsatt att arbeta som konstnärliga ledare.
Stenberg har medverkat i TV-serierna Björnstad från 2020 och Meningen med livet från 2022. Han har även medverkat i filmerna Tjuvheder från 2015 och Ur spår från 2022.

## Filmografi (i urval)
- 2013 – Återträffen
- 2015 – Tjuvheder
- 2015 – Johan Falk: Ur askan i elden
- 2017 – Innan vi dör
- 2020 – Björnstad (TV-serie)
- 2021 – Jägarna (TV-serie)
- 2022 – Ur spår
- 2022 – The Playlist
- 2022 – Meningen med livet (TV-serie)